# Погадка

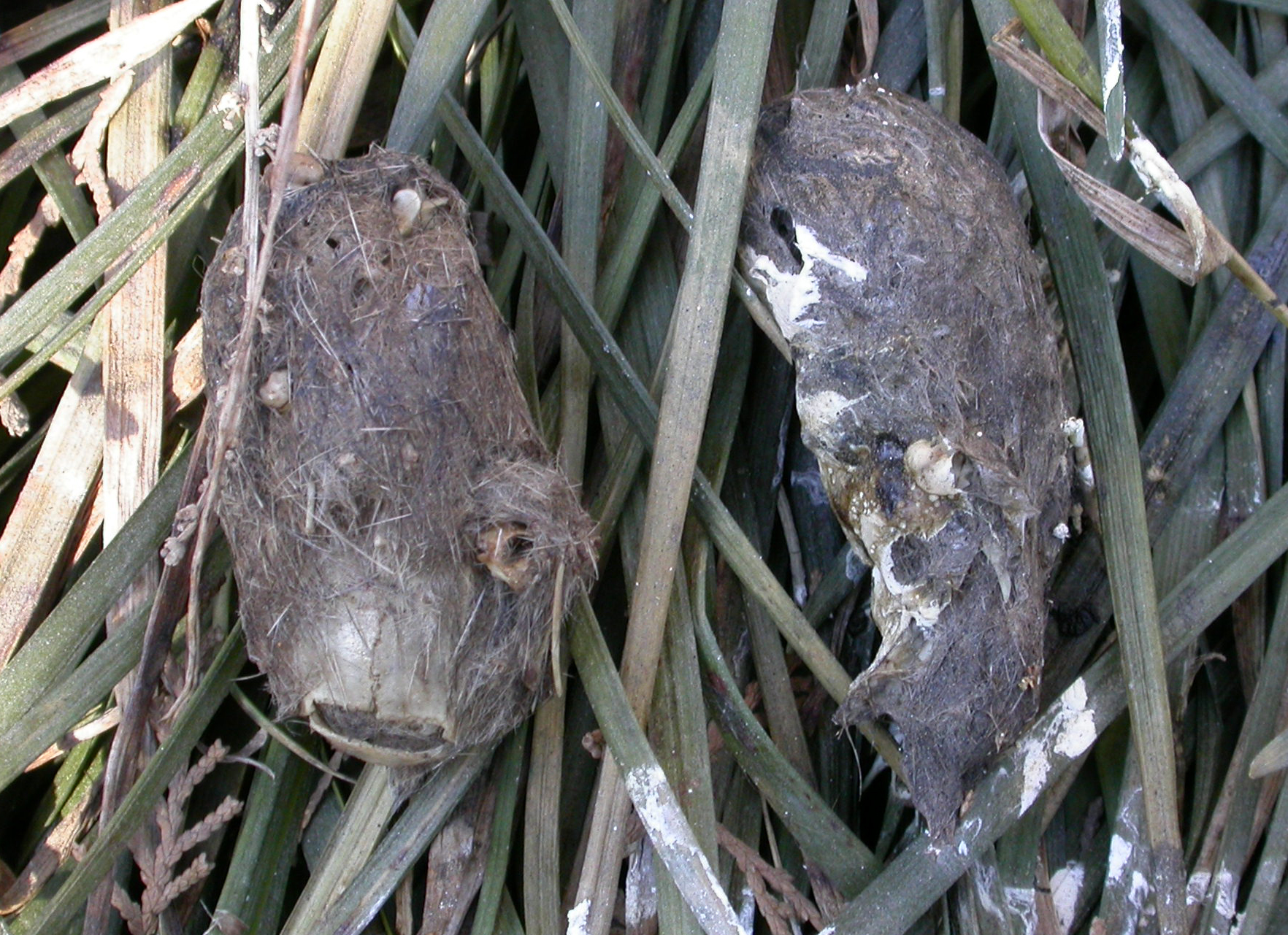
Погадки сови вухатої

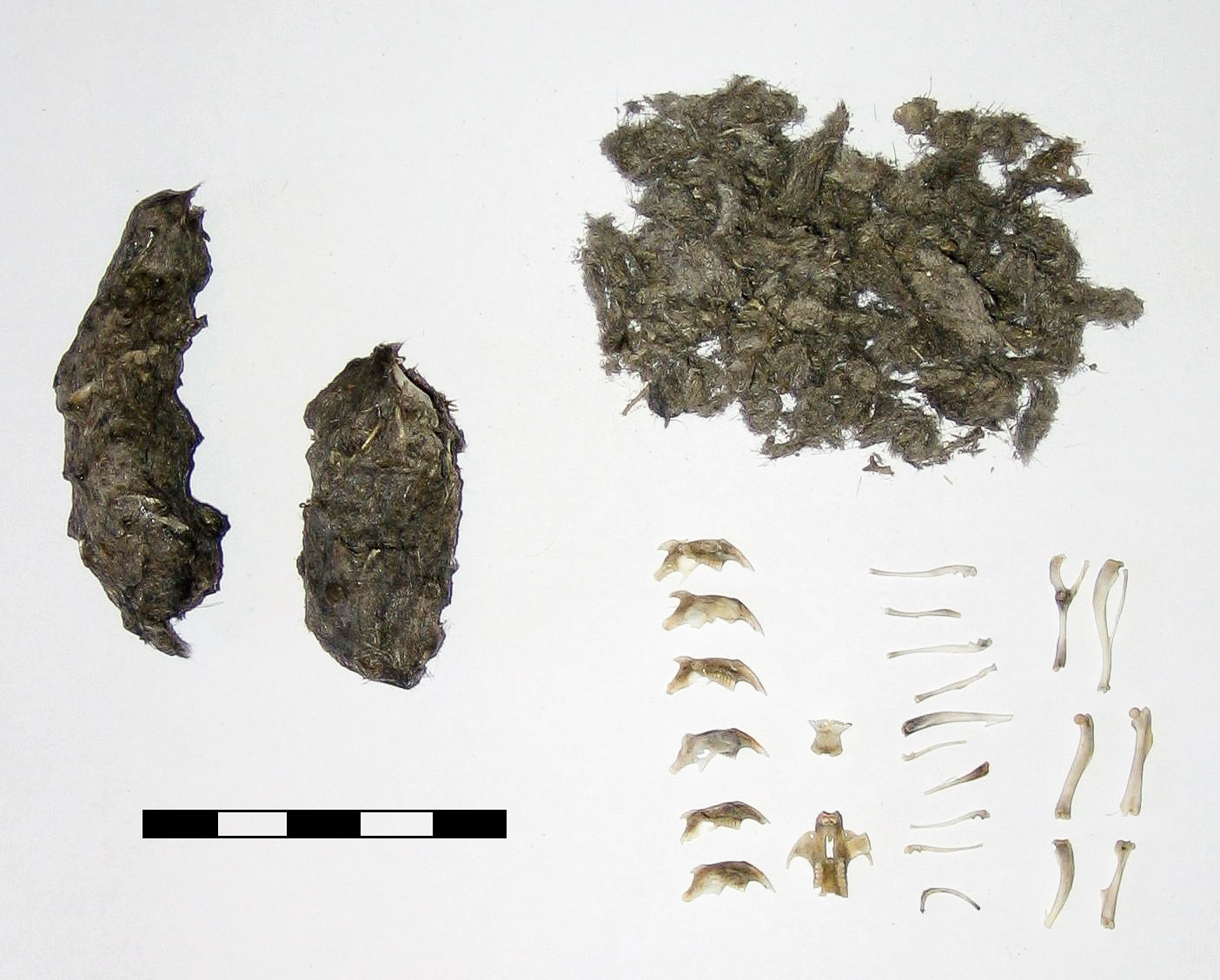
Погадки сови вухатої та кістки гризунів, отримані з них (1 смуга = 1 см)

Пога́дки, або пеле́тки (лат. dejectio, рос. погадка, англ. pellet) — спресовані неперетравлені рештки їжі тваринного походження (кістки, шерсть, пір'я, хітин комах тощо), що відригують деякі птахи у вигляді округлої грудки. Погадку птахи скидають приблизно через 10 годин після харчування. Її склад залежить від їжі, яку споживає птах. Наприклад, погадки Совоподібних найчастіше складаються з шерсті та кісток дрібних ссавців (гризунів та комахоїдних), тому вони сірого і коричневого кольору; великих мартинів — з кісток та луски риб, тому вони світлі; одуда — з хітину комах (чорні за кольором).
Погадки утворюють представники Соколоподібних, Совоподібних, Пірникозевих, Чаплевих, Бакланових, Мартинових, Рибалочкових, Воронових, Сорокопудових, Ластівкових та більшість морських птахів.
Вміст погадок аналізують при вивченні живлення птахів. Також за погадками визначають чи здоровий птах, якого утримують у неволі: якщо птах не відригує погадку тривалий час, це може свідчити про закупорку стравоходу, що заважає йому це зробити. Дослідження погадок допомагає встановити видовий склад дрібних ссавців та інших тварин певної місцевості (т. з. погадковий метод). Погадки можуть також містити життєздатні бактерії та віруси гризунів, тому їх використовують для виявлення осередків деяких інфекційних хвороб. У зв'язку з цим, перед початком досліджень погадок, їх необхідно стерилізувати, наприклад, у мікрохвильовій печі.

## Зовнішні посилання
- Ссавці в пелетках сов (вибрана бібліографія щодо фауни України) на сайті Теріошколи.